# Пемба (громада)
Пе́мба (англ. Pemba) — традиційна громада у складі дистрикту Саліма Центрального регіону Малаві.
Населення — 24734 особи (2018).